# Alexander Kolyaskin Memorial 2002
L'Alexander Kolyaskin Memorial 2002 è stato un torneo di tennis facente parte della categoria ATP Challenger Series nell'ambito dell'ATP Challenger Series 2002. Il torneo si è giocato a Donec'k in Ucraina dal 9 al 15 settembre 2002 su campi in cemento.

## Vincitori

### Singolare
Federico Browne ha battuto in finale  Simon Greul con il punteggio di 6–2, 6–1

### Doppio
Leonardo Azzaro /  Federico Browne hanno battuto in finale  Michail Elgin /  Dmitri Vlasov con il punteggio di 6(3)–7, 7–6(4), 7–5